# Мале Батирево (Ібресинський район)
Мале Ба́тирево (рос. Малое Батырево, чув. Пĕчĕк Патăрьел) — присілок у складі Ібресинського району Чувашії, Росія. Входить до складу Андрієвського сільського поселення.
Населення — 154 особи (2010; 145 у 2002).
Національний склад:
- чуваші — 93 %